# 3,5-二氯苯甲酰氯
3,5-二氯苯甲酰氯是一种有机氯化合物，化学式为C7H3Cl3O。它可由3,5-二氯苯甲酸和草酰氯在DMF催化下于二氯甲烷中反应得到。它和二乙胺在三乙胺存在下于二氯甲烷中反应，可以得到N,N-二乙基-3,5-二氯苯甲酰胺。